# HRPI
Węgierski indeks fitoplanktonu w rzekach (HRPI) (węg. Fitoplankton alapú folyóvízi minősítő rendszer, ang. Hungarian River Phytoplankton Index) – wskaźnik jakości wód oparty na fitoplanktonie opracowany na Węgrzech i stosowany w monitoringu jakości rzek w tym kraju i kilku innych.

## Wzór
Wskaźnik ten jest obliczany według wzoru:
{\displaystyle \mathrm {HRPI} ={\frac {2NChla+NQr}{3}},}
gdzie:
{\displaystyle NChla} – znormalizowany metriks chlorofilowy (pochodna stężenia chlorofilu A),
{\displaystyle NQr} – znormalizowany metriks składu taksonomicznego.
Wskaźnik Qr (przed normalizacją) oblicza się według wzoru:
{\displaystyle \mathrm {Qr} \;=\sum \limits _{i=1}^{n}p_{i}F_{i},}
gdzie:
{\displaystyle p_{i}} – względna obfitość grupy funkcjonalnej {\displaystyle i} (biomasa osobników grupy funkcjonalnej {\displaystyle i} podzielona przez biomasę wszystkich zidentyfikowanych osobników),
{\displaystyle F_{i}} – współczynnik wskazujący na pożądany lub niepożądany charakter grupy funkcjonalnej {\displaystyle i}.

## Przebieg badania

### Pobór próbki
Próbkę pobiera się z linii rzeki – ciągłej krzywej łączącej najniższe punkty dna rzeki bądź wydłużonej doliny. Celem sklasyfikowania terenu do konkretnej grupy, należy pobrać wodę o objętości 10 litrów. Następnie, po wymieszaniu jej, odlewa się 0,33 l próbki i utrwala płynem Lugola. Urządzeniem służącym do badania (próbkowania) jest próbnik wody.
Próbki do badań pobierane są od kwietnia do października, zarówno z małych rzek, jak i tych dużych. W celu dokonania klasyfikacji, do badań należy pobrać sześć próbek w sezonie wegetacyjnym.

### Przetwarzanie próbki
Przebieg procesu polega na zidentyfikowaniu organizmów znajdujących się w kompletnej próbce. Następuje określenie przynależności badanego organizmu do odpowiedniej jednostki taksonomicznej – identyfikacja taksonomiczna mikroorganizmu. W tym przypadku jednostką taksonomiczną jest gatunek. Analiza ilościowa fitoplanktonu polega na policzeniu poszczególnych komórek, niekiedy także kolonii, cenobiów lub nici w określonej objętości wody, a następnie na oszacowaniu biomasy poszczególnych taksonów. Obecność mikroorganizmów w próbce wyraża się w jednostkach masy w objętości – mg/l.
Do szacowania biomasy wybranych taksonów glonów planktonowych używa się techniki Utermöhla bądź stężenia chlorofilu A.
Metoda Utermöhla polega na mikroskopowym liczeniu organizmów, pomiarze wielkości komórek i obliczaniu ich objętości.
Stężenie chlorofilu A jest często jednym ze wskaźników cząstkowych wchodzących w skład złożonych wskaźników jakości wód. W metodzie Phyto-Seen-Index (PSI) opracowanej do oceny stanu jezior w Niemczech oprócz wskaźników opartych ma składzie taksonomicznym fitoplanktonu pod uwagę brana jest średnie sezonowe i maksymalne stężenie chlorofilu A. We wskaźniku PMPL (polski multimetriks fitoplanktonowy) stosowanym w Polsce stężenie chlorofilu A jest jednym ze wskaźników obok biomasy ogólnej fitoplanktonu i biomasy sinic.
Następnie wskaźnik obliczany jest z powyższego wzoru, a jego wartość porównywana do wartości referencyjnych. Ustalane są one zazwyczaj na podstawie próbek z istniejących rzek, o warunkach najbardziej zbliżonych do naturalnych. Wynik wyrażony jest jako wskaźnik jakości ekologicznej (Ecological Quality Ratio – EQR) o wartościach od 0 do 1, gdzie 1 oznacza najlepszą jakość wód, a 0 – najgorszą.

## Wskaźnik HRPI w innych krajach
Wskaźnik opracowano dla rzek płynących przez Węgry. Przyjęto go również w Chorwacji, a zmodyfikowane wersje zaadaptowane do miejscowych warunków przyjęto na Łotwie i Estonii.
Chorwacja przyjęła wskaźnik HRPI z niewielką modyfikacją – próbki pobiera się od kwietnia do września.
Łotwa używa wskaźnika LatRPI, zmodyfikowanej wersji HRPI. Łotewski indeks modyfikuje węgierski indeks biomasy i używa granic dla węgierskich rzek typu 3 w celu ustalenia wskaźnika kompozycji.
Estoński indeks EstRPI modyfikuje HRPI, zmieniając czas poboru próbek na miesiące: maj, sierpień i wrzesień oraz nakłada luźniejsze ograniczenia wskaźnika dla oceny stanu wód jako „dobre” z powodu lokalnych uwarunkowań.